# Eliminatórias da Copa do Mundo FIFA de 2022 – UEFA (Grupo F)
O Grupo F das eliminatórias da UEFA para a Copa do Mundo FIFA de 2022 foi formado pela Dinamarca, Áustria, Escócia, Israel, Ilhas Faroé e Moldávia.
O vencedor do grupo se classificou automaticamente para a Copa do Mundo de 2022. Além dos demais nove vencedores de grupos, os nove melhores segundos colocados avançaram para a segunda fase, que será disputada no sistema de play-offs.

## Classificação
|  | Equipes qualificadas para a Copa do Mundo de 2022 |
|  | Equipes qualificadas para a segunda fase          |
|  | Equipes eliminadas                                |

| Pos | Equipe      | Pts | J  | V | E | D | GP | GC | SG  | Classificado                              |  | DEN | SCO | ISR | AUT | FRO | MDA |
| --- | ----------- | --- | -- | - | - | - | -- | -- | --- | ----------------------------------------- |  | --- | --- | --- | --- | --- | --- |
| 1   | Dinamarca   | 27  | 10 | 9 | 0 | 1 | 30 | 3  | +27 | qualificadas para a Copa do Mundo de 2022 |  | —   | 2–0 | 5–0 | 1–0 | 3–1 | 8–0 |
| 2   | Escócia     | 23  | 10 | 7 | 2 | 1 | 17 | 7  | +10 | qualificadas para a segunda fase          |  | 2–0 | —   | 3–2 | 2–2 | 4–0 | 1–0 |
| 3   | Israel      | 16  | 10 | 5 | 1 | 4 | 23 | 21 | +2  | Eliminado                                 |  | 0–2 | 1–1 | —   | 5–2 | 3–2 | 2–1 |
| 4   | Áustria     | 16  | 10 | 5 | 1 | 4 | 19 | 17 | +2  | qualificadas para a segunda fase          |  | 0–4 | 0–1 | 4–2 | —   | 3–1 | 4–1 |
| 5   | Ilhas Faroé | 4   | 10 | 1 | 1 | 8 | 7  | 23 | −16 | Eliminado                                 |  | 0–1 | 0–1 | 0–4 | 0–2 | —   | 2–1 |
| 6   | Moldávia    | 1   | 10 | 0 | 1 | 9 | 5  | 30 | −25 | Eliminado                                 |  | 0–4 | 0–2 | 1–4 | 0–2 | 1–1 | —   |

## Partidas
O calendário de partidas foi divulgado pela UEFA em 8 de dezembro de 2020. As partidas entre 27 de março e a partir de 31 de outubro seguem o fuso horário UTC+1 (rodadas 1–2 e 9–10). Para as partidas entre 28 de março e 30 de outubro o fuso horário seguido é o UTC+2 (rodadas 3–8).
| 25 de março de 2021 | Israel | 0 – 2                             | Dinamarca                  | Estádio Bloomfield, Tel Aviv             |
| 18:00               |        | Relatório (FIFA) Relatório (UEFA) | Braithwaite 13' · Wind 67' | Público: 5 000 Árbitro: ENG Craig Pawson |

| 25 de março de 2021 | Moldávia      | 1 – 1                             | Ilhas Faroé  | Estádio Zimbru, Quixinau                    |
| 20:45               | Nicolaescu 9' | Relatório (FIFA) Relatório (UEFA) | M. Olsen 83' | Público: 0 Árbitro: WAL Iwan Arwel Griffith |

| 25 de março de 2021 | Escócia                 | 2 – 2                             | Áustria            | Hampden Park, Glasgow                           |
| 20:45               | Hanley 71' · McGinn 85' | Relatório (FIFA) Relatório (UEFA) | Kalajdžić 55', 80' | Público: 0 Árbitro: ESP Carlos del Cerro Grande |

| 28 de março de 2021 | Dinamarca                                                                                                 | 8 – 0                             | Moldávia | MCH Arena, Herning                     |
| 18:00               | Dolberg 19' (pen), 48' · Damsgaard 22', 29' · Stryger Larsen 35' · Jensen 39' · Skov 81' · Ingvartsen 89' | Relatório (FIFA) Relatório (UEFA) |          | Público: 0 Árbitro: AZE Aliyar Aghayev |

| 28 de março de 2021 | Áustria                                        | 3 – 1                             | Ilhas Faroé   | Ernst-Happel-Stadion, Viena             |
| 20:45               | Dragović 30' · Baumgartner 37' · Kalajdžić 44' | Relatório (FIFA) Relatório (UEFA) | Nattestad 19' | Público: 0 Árbitro: UKR Kateryna Monzul |

| 28 de março de 2021 | Israel        | 1 – 1                             | Escócia    | Estádio Bloomfield, Tel Aviv              |
| 20:45               | D. Peretz 44' | Relatório (FIFA) Relatório (UEFA) | Fraser 56' | Público: 5 000 Árbitro: GER Deniz Aytekin |

| 31 de março de 2021 | Áustria | 0 – 4                             | Dinamarca                                      | Ernst-Happel-Stadion, Viena               |
| 20:45               |         | Relatório (FIFA) Relatório (UEFA) | Skov Olsen 58', 74' · Mæhle 63' · Højbjerg 67' | Público: 0 Árbitro: POR Artur Soares Dias |

| 31 de março de 2021 | Moldávia | 1 – 4                             | Israel                                               | Estádio Zimbru, Quixinau              |
| 20:45               | Carp 29' | Relatório (FIFA) Relatório (UEFA) | Zahavi 45+2' · Solomon 57' · Dabbur 64' · Natkho 66' | Público: 0 Árbitro: SWE Bojan Pandžić |

| 31 de março de 2021 | Escócia                                 | 4 – 0                             | Ilhas Faroé | Hampden Park, Glasgow                         |
| 20:45               | McGinn 7', 53' · Adams 60' · Fraser 70' | Relatório (FIFA) Relatório (UEFA) |             | Público: 0 Árbitro: MLT Trustin Farrugia Cann |

| 1 de setembro de 2021 | Dinamarca            | 2 – 0                             | Escócia | Estádio Parken, Copenhaga                   |
| 20:45                 | Wass 14' · Mæhle 15' | Relatório (FIFA) Relatório (UEFA) |         | Público: 34 562 Árbitro: ROU Ovidiu Hațegan |

| 1 de setembro de 2021 | Ilhas Faroé | 0 – 4                             | Israel                              | Tórsvøllur, Tórshavn                      |
| 20:45                 |             | Relatório (FIFA) Relatório (UEFA) | Zahavi 12', 44', 90+2' · Dabbur 52' | Público: 2 666 Árbitro: NED Dennis Higler |

| 1 de setembro de 2021 | Moldávia | 0 – 2                             | Áustria                              | Estádio Zimbru, Quixinau                 |
| 21:15                 |          | Relatório (FIFA) Relatório (UEFA) | Baumgartner 45+1' · Arnautović 90+4' | Público: 3 945 Árbitro: ENG Paul Tierney |

| 4 de setembro de 2021 | Ilhas Faroé | 0 – 1                             | Dinamarca | Tórsvøllur, Tórshavn                   |
| 20:45                 |             | Relatório (FIFA) Relatório (UEFA) | Wind 85'  | Público: 4 620 Árbitro: CRO Fran Jović |

| 4 de setembro de 2021 | Israel                                                   | 5 – 2                             | Áustria                          | Estádio Sammy Ofer, Haifa                 |
| 20:45                 | Solomon 5' · Dabbur 20' · Zahavi 33', 90' · Weissman 59' | Relatório (FIFA) Relatório (UEFA) | Baumgartner 42' · Arnautović 55' | Público: 13 550 Árbitro: GER Felix Zwayer |

| 4 de setembro de 2021 | Escócia   | 1 – 0                             | Moldávia | Hampden Park, Glasgow                        |
| 20:45                 | Dykes 14' | Relatório (FIFA) Relatório (UEFA) |          | Público: 40 869 Árbitro: BEL Lawrence Visser |

| 7 de setembro de 2021 | Áustria | 0 – 1                             | Escócia         | Ernst-Happel-Stadion, Viena                 |
| 20:45                 |         | Relatório (FIFA) Relatório (UEFA) | Dykes 30' (pen) | Público: 18 800 Árbitro: BUL Georgi Kabakov |

| 7 de setembro de 2021 | Dinamarca                                                               | 5 – 0                             | Israel | Estádio Parken, Copenhaga                   |
| 20:45                 | Poulsen 28' · Kjær 31' · Skov Olsen 41' · Delaney 58' · Cornelius 90+1' | Relatório (FIFA) Relatório (UEFA) |        | Público: 35 158 Árbitro: GER Tobias Stieler |

| 7 de setembro de 2021 | Ilhas Faroé                 | 2 – 1                             | Moldávia       | Tórsvøllur, Tórshavn                          |
| 20:45                 | K. Olsen 68' · Vatnsdal 72' | Relatório (FIFA) Relatório (UEFA) | Milinceanu 84' | Público: 2 714 Árbitro: ESP Ricardo de Burgos |

| 9 de outubro de 2021 | Escócia                                  | 3 – 2                             | Israel                 | Hampden Park, Glasgow                         |
| 18:00                | McGinn 30' · Dykes 57' · McTominay 90+4' | Relatório (FIFA) Relatório (UEFA) | Zahavi 5' · Dabbur 32' | Público: 50 585 Árbitro: POL Szymon Marciniak |

| 9 de outubro de 2021 | Ilhas Faroé | 0 – 2                             | Áustria                   | Tórsvøllur, Tórshavn                     |
| 20:45                |             | Relatório (FIFA) Relatório (UEFA) | Laimer 26' · Sabitzer 48' | Público: 3 021 Árbitro: BIH Irfan Peljto |

| 9 de outubro de 2021 | Moldávia | 0 – 4                             | Dinamarca                                                  | Estádio Zimbru, Quixinau                  |
| 20:45                |          | Relatório (FIFA) Relatório (UEFA) | Skov Olsen 23' · Kjær 34' (pen) · Nørgaard 39' · Mæhle 44' | Público: 2 642 Árbitro: POR João Pinheiro |

| 12 de outubro de 2021 | Dinamarca | 1 – 0                             | Áustria | Estádio Parken, Copenhaga                  |
| 20:45                 | Mæhle 53' | Relatório (FIFA) Relatório (UEFA) |         | Público: 35 843 Árbitro: SVK Ivan Kružliak |

| 12 de outubro de 2021 | Ilhas Faroé | 0 – 1                             | Escócia   | Tórsvøllur, Tórshavn                  |
| 20:45                 |             | Relatório (FIFA) Relatório (UEFA) | Dykes 86' | Público: 4 233 Árbitro: SVN Matej Jug |

| 12 de outubro de 2021 | Israel                  | 2 – 1                             | Moldávia         | Estádio Turner, Bersebá                      |
| 20:45                 | Zahavi 28' · Dabbur 49' | Relatório (FIFA) Relatório (UEFA) | Nicolaescu 90+4' | Público: 9 000 Árbitro: LVA Andris Treimanis |

| 12 de novembro de 2021 | Moldávia | 0 – 2                             | Escócia                   | Estádio Zimbru, Quixinau                    |
| 18:00                  |          | Relatório (FIFA) Relatório (UEFA) | Patterson 38' · Adams 65' | Público: 3 642 Árbitro: SRB Srđan Jovanović |

| 12 de novembro de 2021 | Áustria                                               | 4 – 2                             | Israel                     | Wörthersee Stadion, Klagenfurt             |
| 20:45                  | Arnautović 51' (pen) · Schaub 62', 72' · Sabitzer 84' | Relatório (FIFA) Relatório (UEFA) | Bitton 33' · D. Peretz 59' | Público: 4 300 Árbitro: ROU Ovidiu Hațegan |

| 12 de novembro de 2021 | Dinamarca                                       | 3 – 1                             | Ilhas Faroé  | Estádio Parken, Copenhaga                  |
| 20:45                  | Skov Olsen 18' · Bruun Larsen 63' · Mæhle 90+3' | Relatório (FIFA) Relatório (UEFA) | K. Olsen 89' | Público: 35 531 Árbitro: ROU Radu Petrescu |

| 15 de novembro de 2021 | Áustria                                               | 4 – 1                             | Moldávia       | Wörthersee Stadion, Klagenfurt                 |
| 20:45                  | Arnautović 4', 55' (pen) · Trimmel 22' · Ljubicic 83' | Relatório (FIFA) Relatório (UEFA) | Nicolaescu 60' | Público: 1 800 Árbitro: MKD Aleksandar Stavrev |

| 15 de novembro de 2021 | Israel                                          | 3 – 2                             | Ilhas Faroé                  | Estádio Netanya, Netanya                   |
| 20:45                  | Dabbur 30' (pen) · Weissman 58' · D. Peretz 74' | Relatório (FIFA) Relatório (UEFA) | Vatnhamar 62' · K. Olsen 72' | Público: 6 800 Árbitro: FRA Jérôme Brisard |

| 15 de novembro de 2021 | Escócia                 | 2 – 0                             | Dinamarca | Hampden Park, Glasgow                                      |
| 20:45                  | Souttar 35' · Adams 86' | Relatório (FIFA) Relatório (UEFA) |           | Público: 49 527 Árbitro: ESP Alejandro Hernández Hernández |

## Artilharia
8 gols
- ISR Eran Zahavi

6 gols
- ISR Mu'nas Dabbur

5 gols
- AUT Marko Arnautović
- DEN Andreas Skov Olsen
- DEN Joakim Mæhle

4 gols
- SCO John McGinn
- SCO Lyndon Dykes

3 gols
- AUT Christoph Baumgartner
- AUT Saša Kalajdžić
- FRO Klæmint Olsen
- ISR Dor Peretz
- MDA Ion Nicolaescu
- SCO Ché Adams

2 gols
- AUT Louis Schaub
- AUT Marcel Sabitzer
- DEN Jonas Wind
- DEN Kasper Dolberg
- DEN Mikkel Damsgaard
- DEN Simon Kjær
- ISR Manor Solomon
- ISR Shon Weissman
- SCO Ryan Fraser

1 gol
- AUT Aleksandar Dragović
- AUT Christopher Trimmel
- AUT Dejan Ljubicic
- AUT Konrad Laimer
- DEN Andreas Cornelius
- DEN Christian Nørgaard
- DEN Daniel Wass
- DEN Jacob Bruun Larsen
- DEN Jens Stryger Larsen
- DEN Marcus Ingvartsen
- DEN Martin Braithwaite
- DEN Mathias Jensen
- DEN Pierre-Emile Højbjerg
- DEN Robert Skov
- DEN Thomas Delaney
- DEN Yussuf Poulsen
- FRO Heini Vatnsdal
- FRO Meinhard Olsen
- FRO Sølvi Vatnhamar
- FRO Sonni Nattestad
- ISR Bibras Natkho
- ISR Nir Bitton
- MDA Cătălin Carp
- MDA Nicolae Milinceanu
- SCO Grant Hanley
- SCO John Souttar
- SCO Nathan Patterson
- SCO Scott McTominay